# FFH-Gebiet Heide- und Magerrasenlandschaft am Ochsenweg und im Soholmfeld
Das FFH-Gebiet Heide- und Magerrasenlandschaft am Ochsenweg und im Soholmfeld ist ein NATURA 2000-Schutzgebiet in Schleswig-Holstein im Kreis Nordfriesland in den Gemeinden Leck, Enge-Sande und Stadum. Es ist Teil des Naturraums Schleswig-Holsteinische Geest.

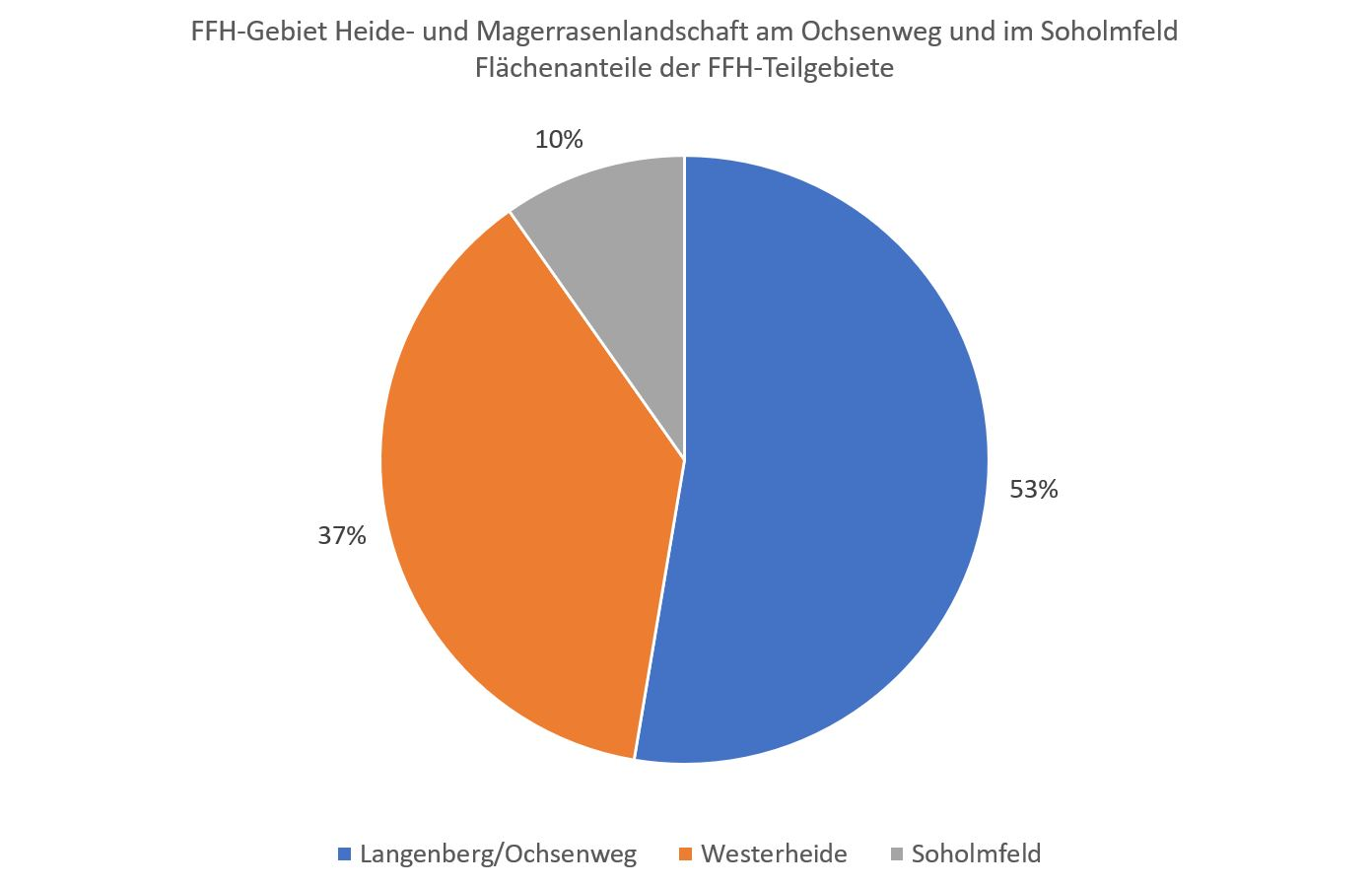
Diagramm 1: Flächenanteil der FFH-Teilgebiete

Es besteht aus drei räumlich getrennten Teilgebieten. Das größte Teilgebiet „Langenberg-Ochsenweg“ beginnt am Südrand von Leck und folgt dem Ochsenweg nach Süden durch den Langenberger Forst bis zur Kreisstraße K113, 1 km östlich von Enge. Das zweite Teilgebiet „Westerheide“ liegt 1 km östlich des ersten und 200 m nördlich der K113 bei Fischerhaus, einem Ortsteil westlich von Stadum im Süden des Langenberger Forstes. Das dritte Teilgebiet „Soholmfeld“ liegt 1800 m südöstlich des zweiten und nördlich der Straße Alter Kirchenweg in Soholmfeld, einem Ortsteil von Enge-Sande. Das FFH-Gebiet hat eine Fläche von 298 ha. Die größte Ausdehnung liegt in Nordwestrichtung und beträgt 6,7 km. Die höchste Erhebung mit 35 m über NN liegt im zweiten Teilgebiet auf der FFH-Gebietsgrenze am Nordrand am Heideberg.

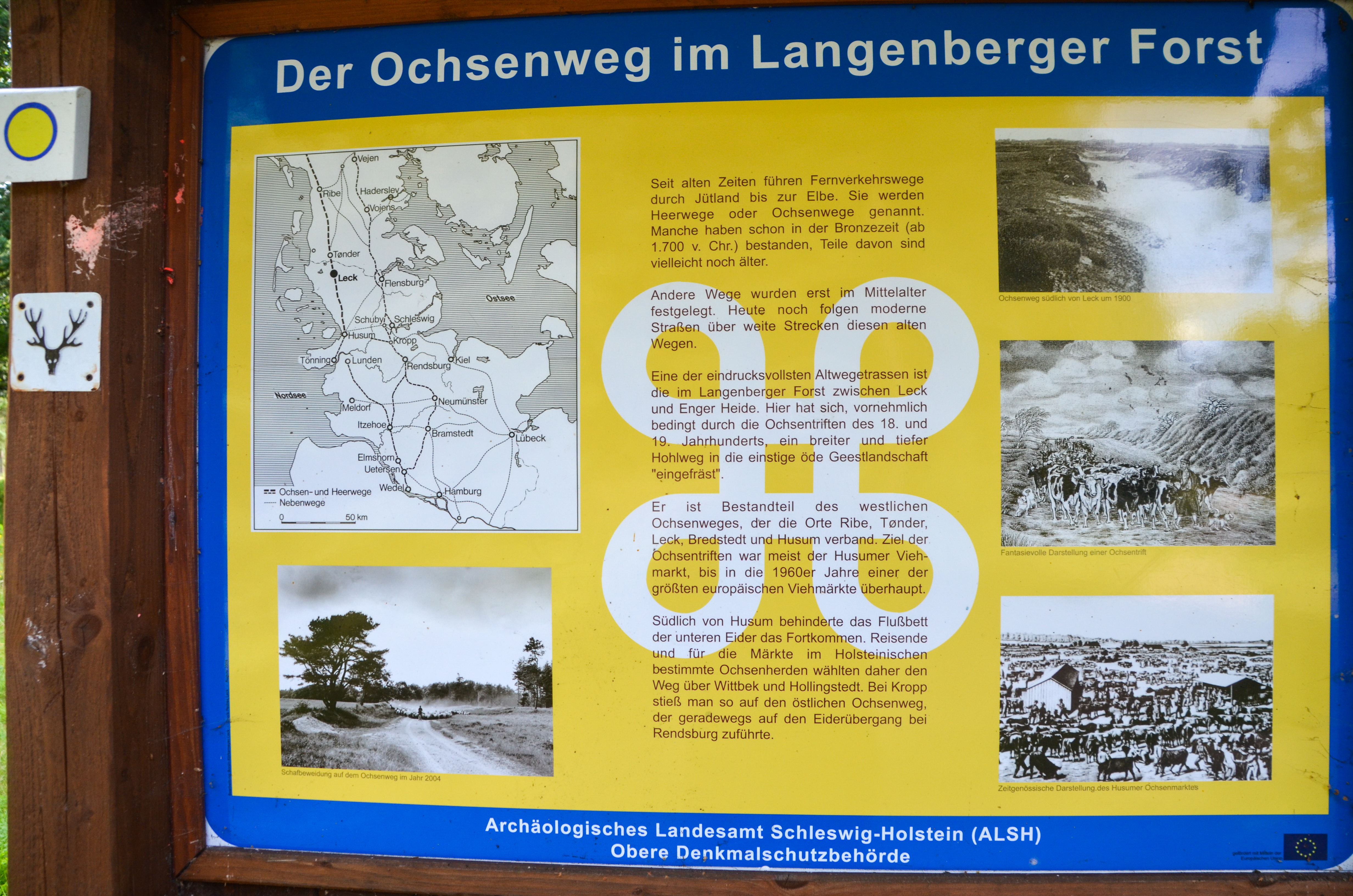
Historische Fernhandelswege in Jütland

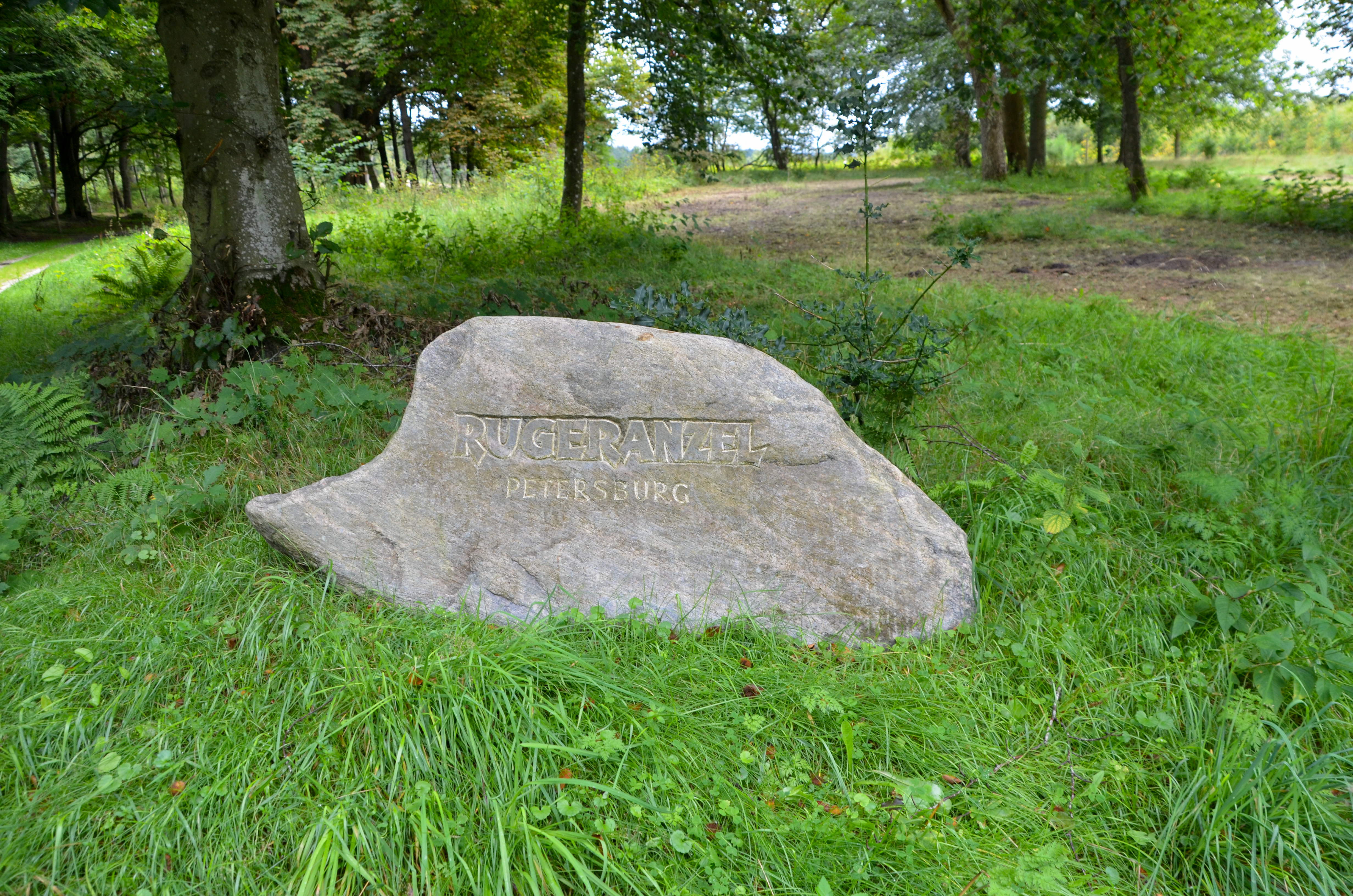
Gedenkstein für den verschwundenen Gasthof „Ruderanzel/Petersburg“

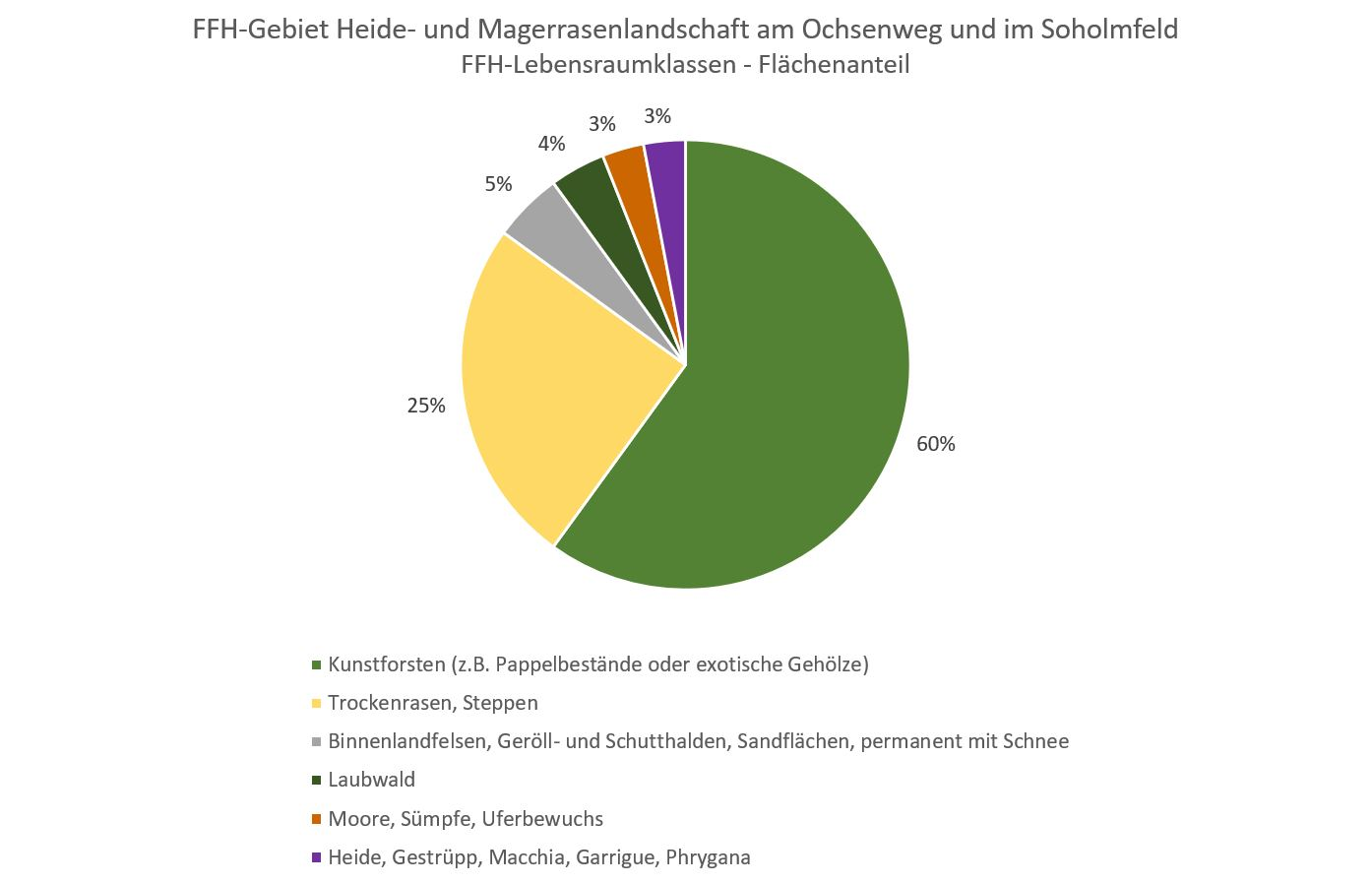
Diagramm 1: FFH-Lebensraumklassen im FFH-Gebiet

Im FFH-Gebiet befindet sich ein gesetzlich geschütztes archäologisches Bodendenkmal, der mittelalterliche Handelsweg „Ochsenweg“, Objekt-Nr. aKD-ALSH-001339. Das Archäologische Landesamt Schleswig-Holstein hat am Ochsenweg einige Informationstafeln zur Geschichte des Ochsenweges aufgestellt. Neben dem östlichen Ochsenweg, der über Flensburg weiter nach Schleswig gen Süden führte, war der westliche Ochsenweg über Leck nach Husum ebenfalls von großer Bedeutung für die Vermarktung des Viehs aus Jütland in die norddeutschen Städte. Auf alten Abbildungen des Handelsweges sind fast keine Bäume abgebildet. Im frühen 19ten Jahrhundert war der heutige Langenberger Forst noch Heidelandschaft, in den sich im Laufe der Jahrhunderte eine ein bis fünf Meter tiefe Rinne durch den Viehtrieb in den Sandboden gegraben hatte. Entlang des Weges befanden sich eine Reihe von Gasthöfen, die die Versorgung der zahlreichen Viehtreiber sicherstellten. An den ehemaligen Gasthof „Ruderanzel/Petersburg“ erinnert am Ochsenweg nur noch ein Gedenkstein. Mit der Eingliederung der Herzogtümer Schleswig und Holstein im Jahre 1867 nach dem Deutschen Krieg als Provinz Schleswig-Holstein in das Königreich Preußen und insbesondere nach der Reichsgründung 1871 begann die Aufforstung des Heidegebietes südlich von Leck durch die Preußische Forstverwaltung. Das FFH-Gebiet besteht deshalb zum überwiegenden Teil aus der FFH-Lebensraumklasse „Kunstforsten“, siehe Diagramm 1. Wie damals üblich, wurden schachbrettartige, schnell wachsende Kiefernschonungen angelegt, wie man es heute noch am Wegenetz und den Jagensteinen des Langenberger Forstes erkennen kann.

## FFH-Gebietsgeschichte und Naturschutzumgebung
Der NATURA 2000-Standard-Datenbogen (SDB) für dieses FFH-Gebiet wurde im Juni 2004 vom Landesamt für Landwirtschaft, Umwelt und ländliche Räume (LLUR) des Landes Schleswig-Holstein erstellt, im September 2004 als Gebiet von gemeinschaftlicher Bedeutung (GGB) vorgeschlagen, im November 2007 von der EU als GGB bestätigt und im Januar 2010 national nach § 32 Absatz 2 bis 4 BNatSchG in Verbindung mit § 23 LNatSchG als besonderes Erhaltungsgebiet (BEG) bestätigt. Der SDB wurde letztmals im Mai 2019 aktualisiert. Der Managementplan für die FFH-Teilgebiete Langenberg-Ochsenweg und Westerheide wurde am 16. Dezember 2015 veröffentlicht, der für das FFH-Teilgebiet Soholmfeld am 23. März 2017. Das Teilgebiet Langenberg-Ochsenweg grenzt im Westen an das am 14. April 1967 eingerichtete Landschaftsschutzgebiet Klintum-Berg. Es liegt in einem Schwerpunktbereich des landesweiten Biotopverbundsystems und dem Biotop „Moränen der Klintumer Berge, Ahlefelder Höhe, Rantzau-Höhe und Heide-Berg“. Im Januar 2019 hat sich der Verein Runder Tisch Naturschutz Nordfriesland e.V. als Zusammenschluss aller am Naturschutz im Kreis Nordfriesland beteiligten Interessenvertreter gegründet. Dieser hat sich auch zum Ziel gesetzt, die Belange des FFH-Gebietes Heide- und Magerrasenlandschaft am Ochsenweg und im Soholmfeld zu thematisieren.

### FFH-Teilgebiet Langenberg-Ochsenweg/Westerheide
Das Teilgebiet Langenberg-Ochsenweg/Westerheide besteht überwiegend aus den nicht gesetzlich geschützten Biotoptypen „sonstiger flächenhaft nutzungsgeprägter Wald“ und „mesophiles Grünland“. Größere Flächen gesetzlich geschützter Biotoptypen sind „Binnendünen“, „Mager- und Trockenrasen“, sowie im Teilgebiet Westerheide auch „Zwergstrauchheide“. Das Teilgebiet ist zu über 90 % im Besitz der Schleswig-Holsteinischen Landesforsten A.ö.R. Der restliche Teil befindet sich im sonstigen Besitz. Das bietet die besten Voraussetzungen für die Einhaltung des Verschlechterungsverbotes. Die Schleswig-Holsteinischen Landesforsten haben mit dem Landesamt für Landwirtschaft, Umwelt und ländliche Räume des Landes Schleswig-Holstein (LLUR) eine Vereinbarung über die Handlungsgrundsätze in FFH-Gebieten geschlossen.

### FFH-Teilgebiet Soholmfeld

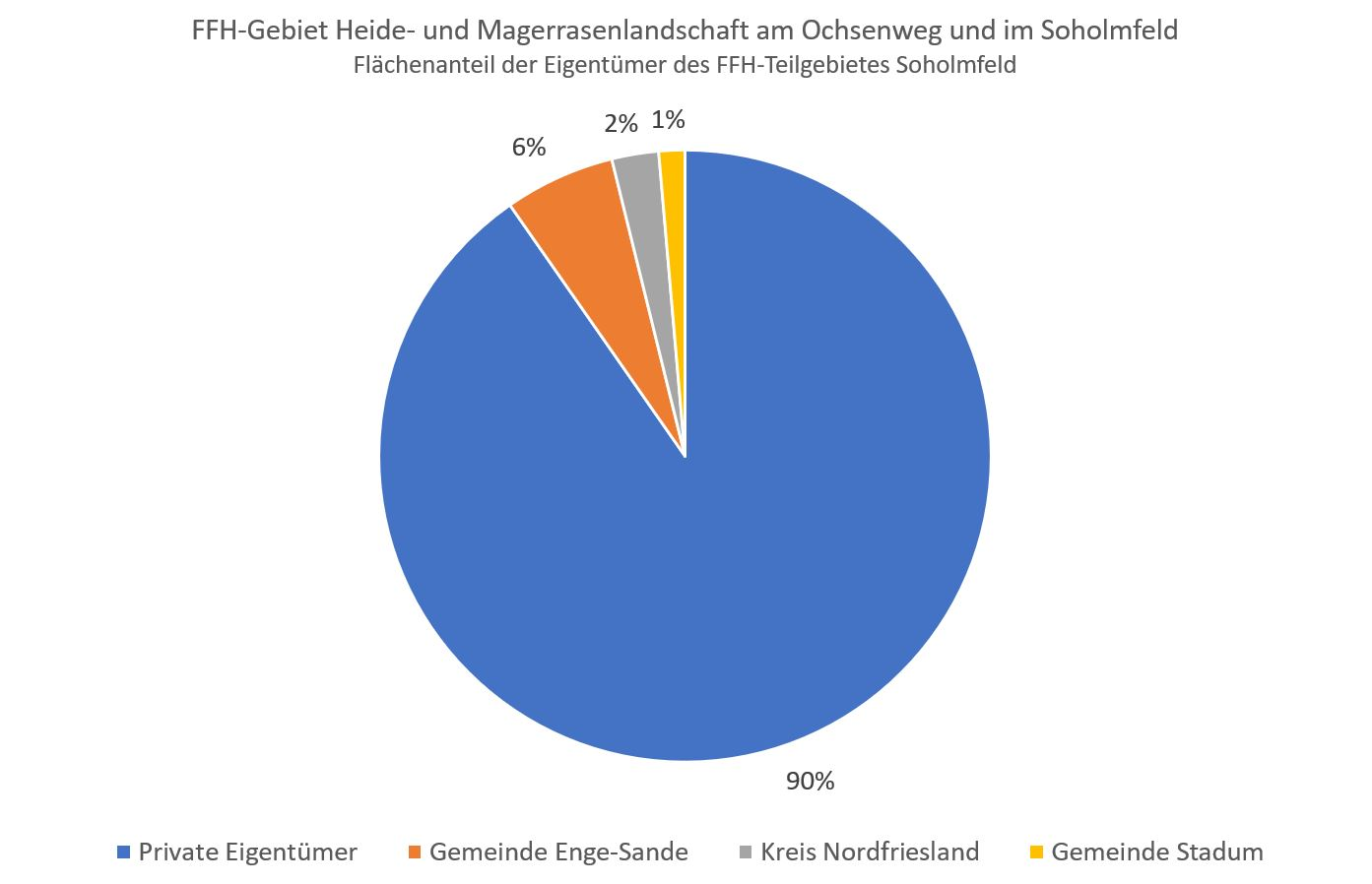
Diagramm 3: Eigentümer des FFH-Teilgebietes Soholmfeld

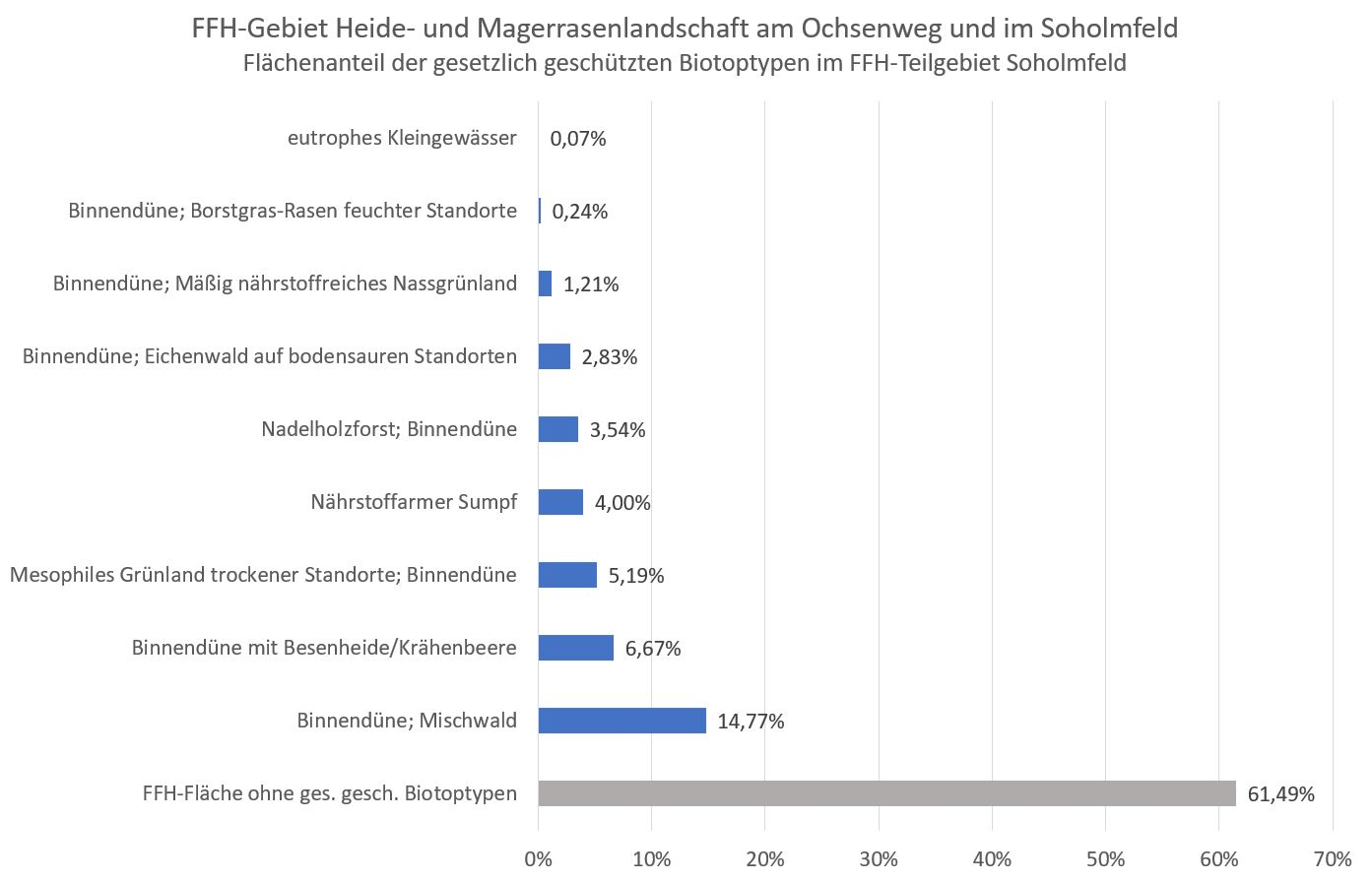
Diagramm 4: Biotoptypen im FFH-Teilgebiet Soholmfeld

Das FFH-Teilgebiet Soholmfeld befindet sich zu 90 % im privaten Eigentum. Der Rest ist Gemeinde- oder Kreiseigentum, siehe auch Diagramm 3. Es hat eine Fläche von 29,1 ha. Ein großer Teil der Fläche im Westen wird noch landwirtschaftlich intensiv als Ackerfläche genutzt. Das Gebiet ist von einer Anzahl Windenergieanlagen umgeben. Im FFH-Teilgebiet befinden sich laut Biotopkartierung folgende gesetzlich geschützte Biotope:
Tabelle 1: Gesetzlich geschützte Biotope im FFH-Teilgebiet Soholmfeld 
| Kartenblatt | Lfd. Nr. | Biotoptyp                                                                    | Fläche [m²] |
| ----------- | -------- | ---------------------------------------------------------------------------- | ----------- |
| 325026062   | 421      | Nadelholzforst; Binnendüne                                                   | 10.305      |
| 325026062   | 409      | Binnendüne; Mischwald                                                        | 19.264      |
| 325026062   | 414      | Binnendüne; Mischwald                                                        | 11.897      |
| 325026062   | 416      | Binnendüne; Mischwald                                                        | 11.851      |
| 325026062   | 406      | Binnendüne; Mäßig nährstoffreiches Nassgrünland                              | 2.809       |
| 325026062   | 403      | Binnendüne; Mäßig nährstoffreiches Nassgrünland                              | 702         |
| 325026062   | 404      | Binnendüne mit Besenheide/Krähenbeere                                        | 19.411      |
| 325026062   | 407      | Mesophiles Grünland trockener Standorte; Binnendüne                          | 6.098       |
| 325026062   | 405      | Binnendüne; Borstgras-Rasen feuchter Standorte                               | 694         |
| 325026062   | 422      | Mesophiles Grünland trockener Standorte; Binnendüne                          | 14.482      |
| 325026062   | 417      | Binnendüne; Eichenwald auf bodensauren Standorten                            | 4.151       |
| 325026062   | 415      | Binnendüne; Eichenwald auf bodensauren Standorten                            | 4.080       |
| 325026062   | 413      | Binnendüne mit Degenerationsstadien von Trocken- oder Zwergstrauchvegetation | 3.180       |
| 325026062   | 410      | eutrophes Kleingewässer                                                      | 199         |
| 325026062   | 411      | Nährstoffarmer Sumpf                                                         | 11.626      |

## FFH-Erhaltungsgegenstand

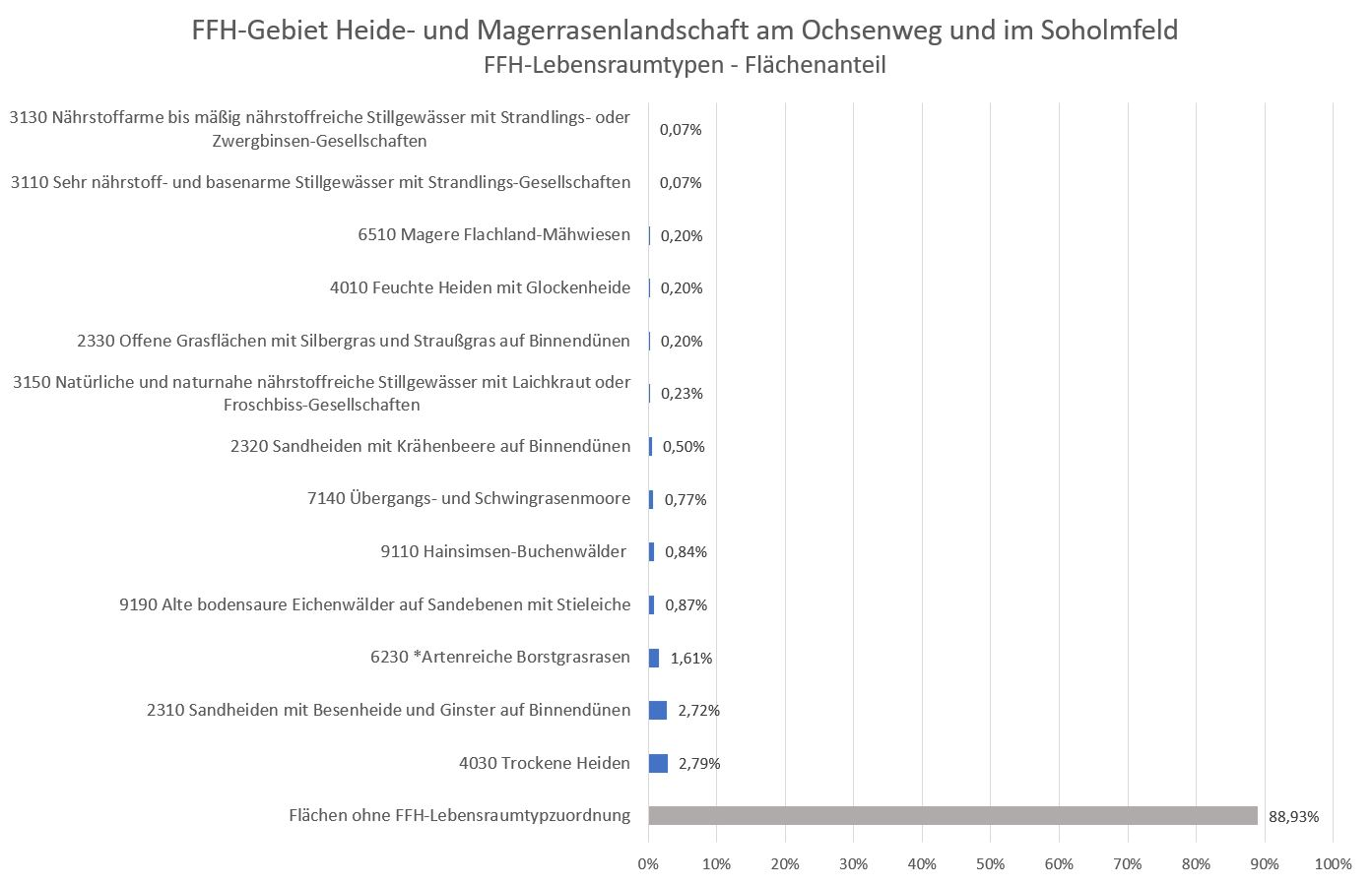
Diagramm 5: FFH-Lebensraumtypen im FFH-Gesamtgebiet

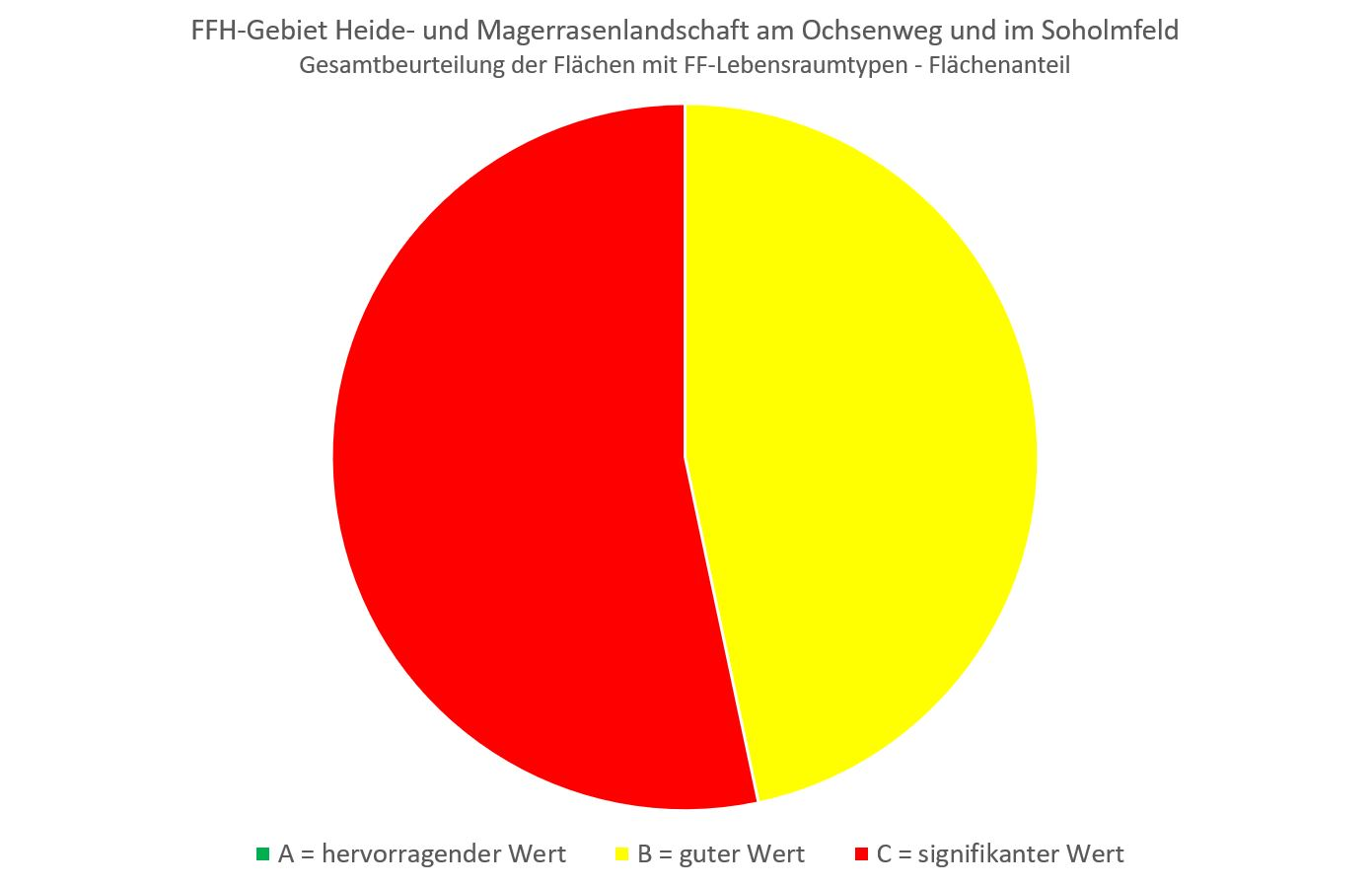
Diagramm 6: Gesamtbeurteilung der FFH-Lebensraumtypen

Laut Standard-Datenbogen vom Mai 2019 sind folgende FFH-Lebensraumtypen und Arten für das Gesamtgebiet als FFH-Erhaltungsgegenstände mit den entsprechenden Beurteilungen zum Erhaltungszustand der Umweltbehörde der Europäischen Union gemeldet worden (Gebräuchliche Kurzbezeichnung (BfN)):
FFH-Lebensraumtypen nach Anhang I der EU-Richtlinie:
- 2310 Sandheiden mit Besenheide und Ginster auf Binnendünen (Gesamtbeurteilung C)[21]
- 2320 Sandheiden mit Krähenbeere auf Binnendünen (Gesamtbeurteilung B)[22]
- 2330 Offene Grasflächen mit Silbergras und Straußgras auf Binnendünen (Gesamtbeurteilung C)[23]
- 3110 Sehr nährstoff- und basenarme Stillgewässer mit Strandlings-Gesellschaften  (Gesamtbeurteilung B)[24]
- 3130 Nährstoffarme bis mäßig nährstoffreiche Stillgewässer mit Strandlings- oder Zwergbinsen-Gesellschaften (Gesamtbeurteilung C)[25]
- 3150 Natürliche und naturnahe nährstoffreiche Stillgewässer mit Laichkraut oder Froschbiss-Gesellschaften (Gesamtbeurteilung C)[26]
- 4010 Feuchte Heiden mit Glockenheide (Gesamtbeurteilung B)[27]
- 4030 Trockene Heiden (Gesamtbeurteilung B)[28]
- 6230* Artenreiche Borstgrasrasen (Gesamtbeurteilung B)[29]
- 6510 Magere Flachland-Mähwiesen (Gesamtbeurteilung C)[30]
- 7140 Übergangs- und Schwingrasenmoore (Gesamtbeurteilung C)[31]
- 9110 Hainsimsen-Buchenwälder (Gesamtbeurteilung C)[32]
- 9190 Alte bodensaure Eichenwälder auf Sandebenen mit Stieleiche (Gesamtbeurteilung C)[33]

Laut Standard-Datenbogen vom Mai 2019 sind folgende Arten für das Gesamtgebiet als FFH-Erhaltungsgegenstände mit den entsprechenden Beurteilungen zum Erhaltungszustand der Umweltbehörde der Europäischen Union gemeldet worden (Gebräuchliche Kurzbezeichnung (BfN)):
Arten gemäß Artikel 4 der Richtlinie 2009/147/EG und Anhang II der Richtlinie 92/43/EWG:
- 1166 Kammmolch (Gesamtbeurteilung C)[35]

Fast 90 % der FFH-Gebietsfläche sind keinem FFH-Lebensraumtyp zugeordnet, siehe auch Diagramm 5. Es gibt in Schleswig-Holstein nur sehr wenige FFH-Gebiete, die so einen geringen Anteil an Flächen ohne FFH-Lebensraumtypzuordnung haben.

### FFH-Teilgebiet Langenberg-Ochsenweg/Westerheide

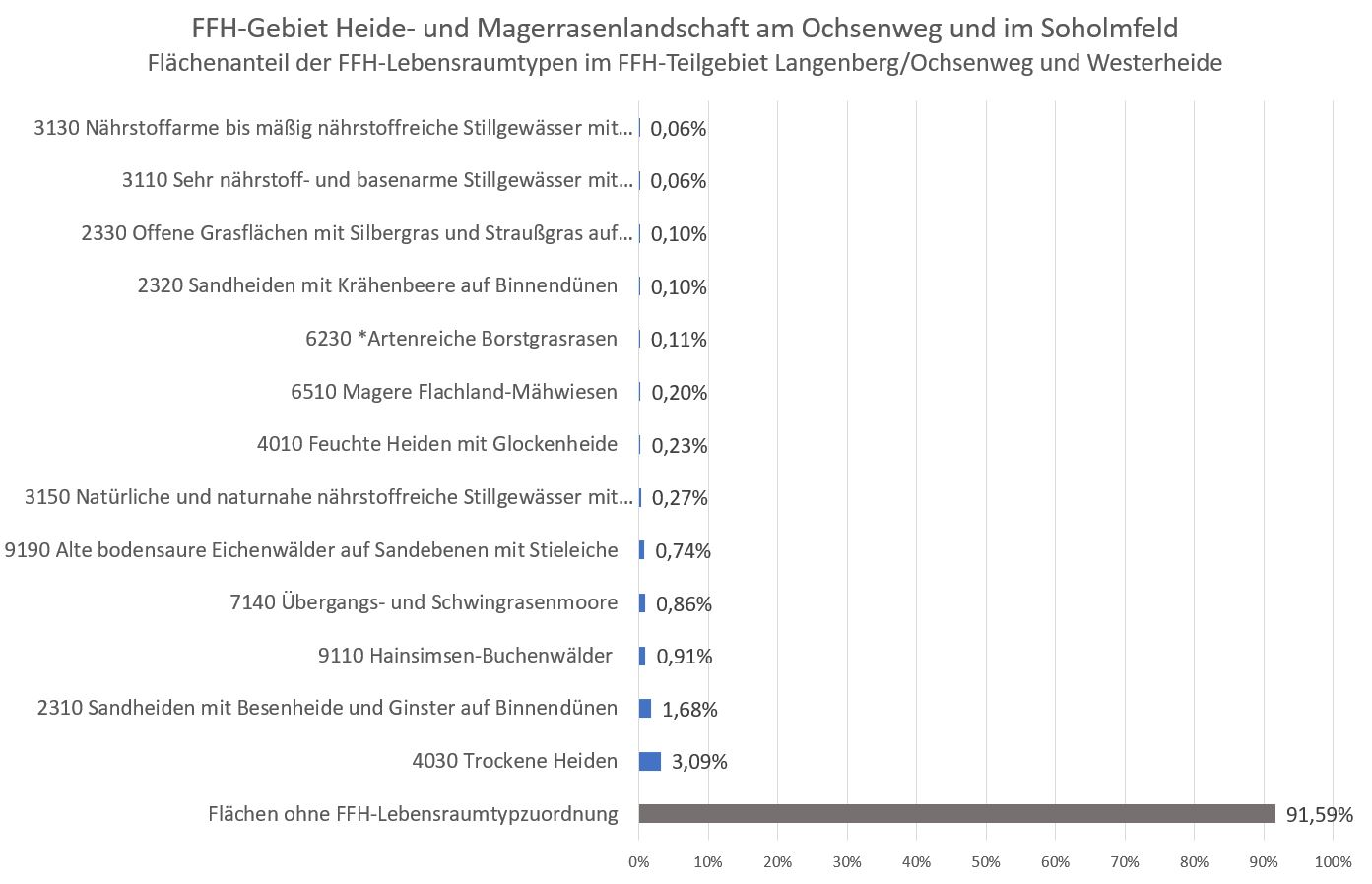
Diagramm 7: FFH-Lebensraumtypen im FFH-Teilgebiet Langenberg-Ochsenweg/Westerheide

Nach einer Folgekartierung 2011 ergaben sich für das Teilgebiet neue FFH-Flächenangaben, die im aktuellen Managementplan detailliert aufgeführt sind, siehe auch Diagramm 7. Mit diesen Angaben wurde 2015 eine Karte erstellt. In der Westerheide sind danach in der Reihenfolge der Häufigkeit folgende FFH-Lebensraumtypen vertreten:
1. 4030 Trockene Heiden
2. 7140 Übergangs- und Schwingrasenmoore
3. 9190 Alte bodensaure Eichenwälder auf Sandebenen mit Stieleiche,
4. 2320 Sandheiden mit Krähenbeere auf Binnendünen und Kleingewässer des Typs
5. 3150 Natürliche und naturnahe nährstoffreiche Stillgewässer mit Laichkraut oder Froschbiss-Gesellschaften,
6. 3110 Sehr nährstoff- und basenarme Stillgewässer mit Strandlings-Gesellschaften und
7. 3130 Nährstoffarme bis mäßig nährstoffreiche Stillgewässer mit Strandlings- oder Zwergbinsen-Gesellschaften.

### FFH-Teilgebiet Soholmfeld

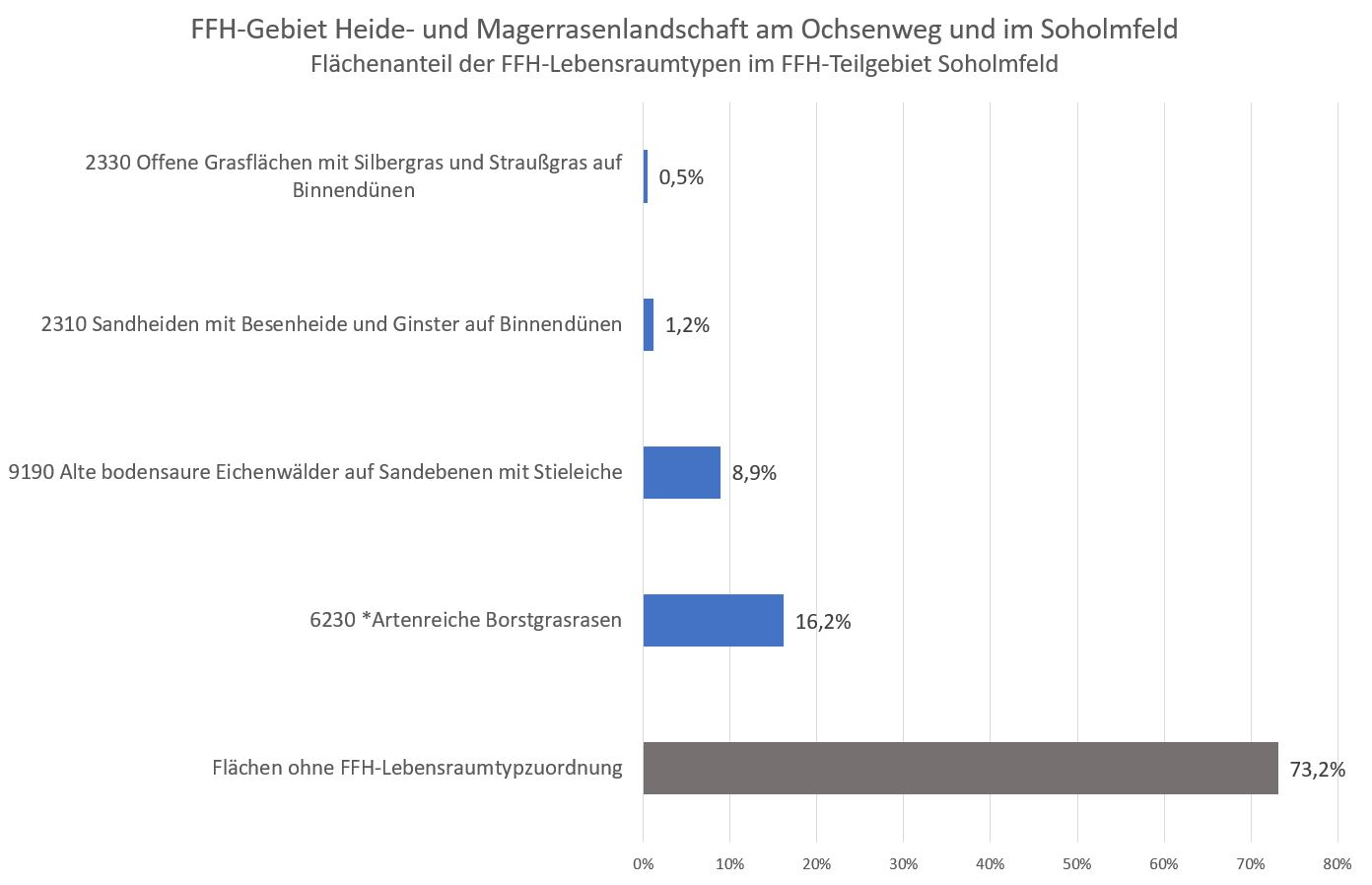
Diagramm 8: FFH-Lebensraumtypen im FFH-Teilgebiet Soholmfeld

Im Managementplan des FFH-Teilgebietes Soholmfeld sind gemäß der Folgekartierung von 2010 folgende FFH-Lebensraumtypen mit den entsprechenden Gesamtbeurteilungen nach Anhang I der EU-Richtlinie aufgeführt, siehe auch Diagramm 8:
- 6230* Artenreiche Borstgrasrasen (Gesamtbeurteilung B)[39]
- 9190 Alte bodensaure Eichenwälder auf Sandebenen mit Stieleiche (Gesamtbeurteilung C)[40]
- 2310 Sandheiden mit Besenheide und Ginster auf Binnendünen (Gesamtbeurteilung C)[41]
- 2330 Offene Grasflächen mit Silbergras und Straußgras auf Binnendünen (Gesamtbeurteilung C)[42]

## FFH-Erhaltungsziele
Aus den oben aufgeführten FFH-Erhaltungsgegenständen werden als FFH-Erhaltungsziele von besonderer Bedeutung die Erhaltung folgender Lebensraumtypen und Arten im FFH-Gebiet vom Ministerium für Energiewende, Landwirtschaft, Umwelt und ländliche Räume des Landes Schleswig-Holstein erklärt: (*: prioritärer Lebensraumtyp)
- 2310 Sandheiden mit Besenheide und Ginster auf Binnendünen
- 2320 Sandheiden mit Krähenbeere auf Binnendünen
- 2330 Offene Grasflächen mit Silbergras und Straußgras auf Binnendünen
- 3110 Sehr nährstoff- und basenarme Stillgewässer mit Strandlings-Gesellschaften
- 3130 Nährstoffarme bis mäßig nährstoffreiche Stillgewässer mit Strandlings- oder Zwergbinsen-Gesellschaften
- 4010 Feuchte Heiden mit Glockenheide
- 4030 Trockene Heiden
- 6230 *Artenreiche Borstgrasrasen
- 7140 Übergangs- und Schwingrasenmoore

Aus den oben aufgeführten FFH-Erhaltungsgegenständen werden als FFH-Erhaltungsziele von Bedeutung die Erhaltung folgender Lebensraumtypen und Arten im FFH-Gebiet vom Ministerium für Energiewende, Landwirtschaft, Umwelt und ländliche Räume des Landes Schleswig-Holstein erklärt:
- 3150 Natürliche und naturnahe nährstoffreiche Stillgewässer mit Laichkraut oder Froschbiss-Gesellschaften
- 6510 Magere Flachland-Mähwiesen
- 9110 Hainsimsen-Buchenwälder
- 9190 Alte bodensaure Eichenwälder auf Sandebenen mit Stieleiche
- 1166 Kammmolch

## Bildergalerie

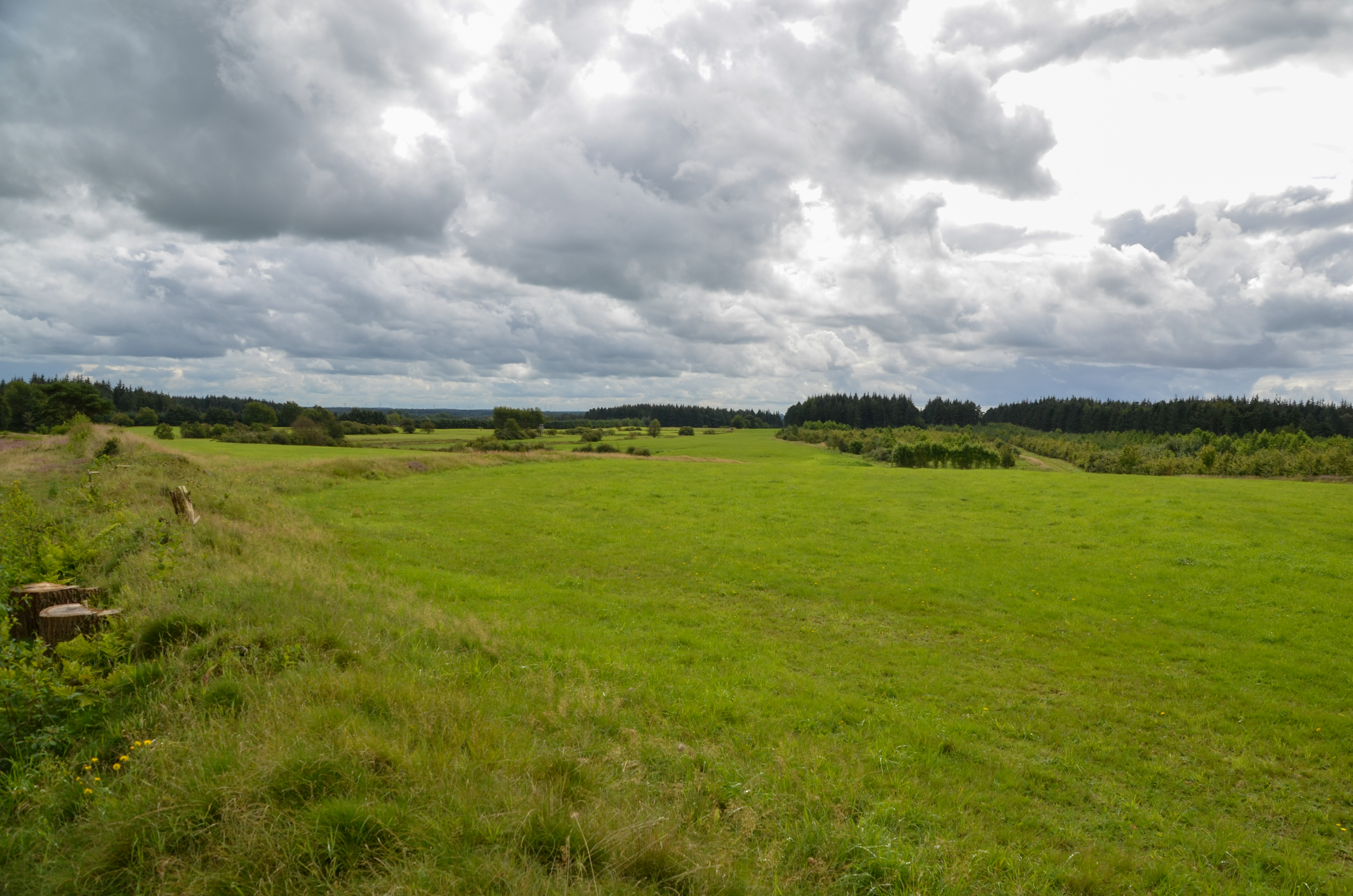
Weide am Westrand des Ochsenweges
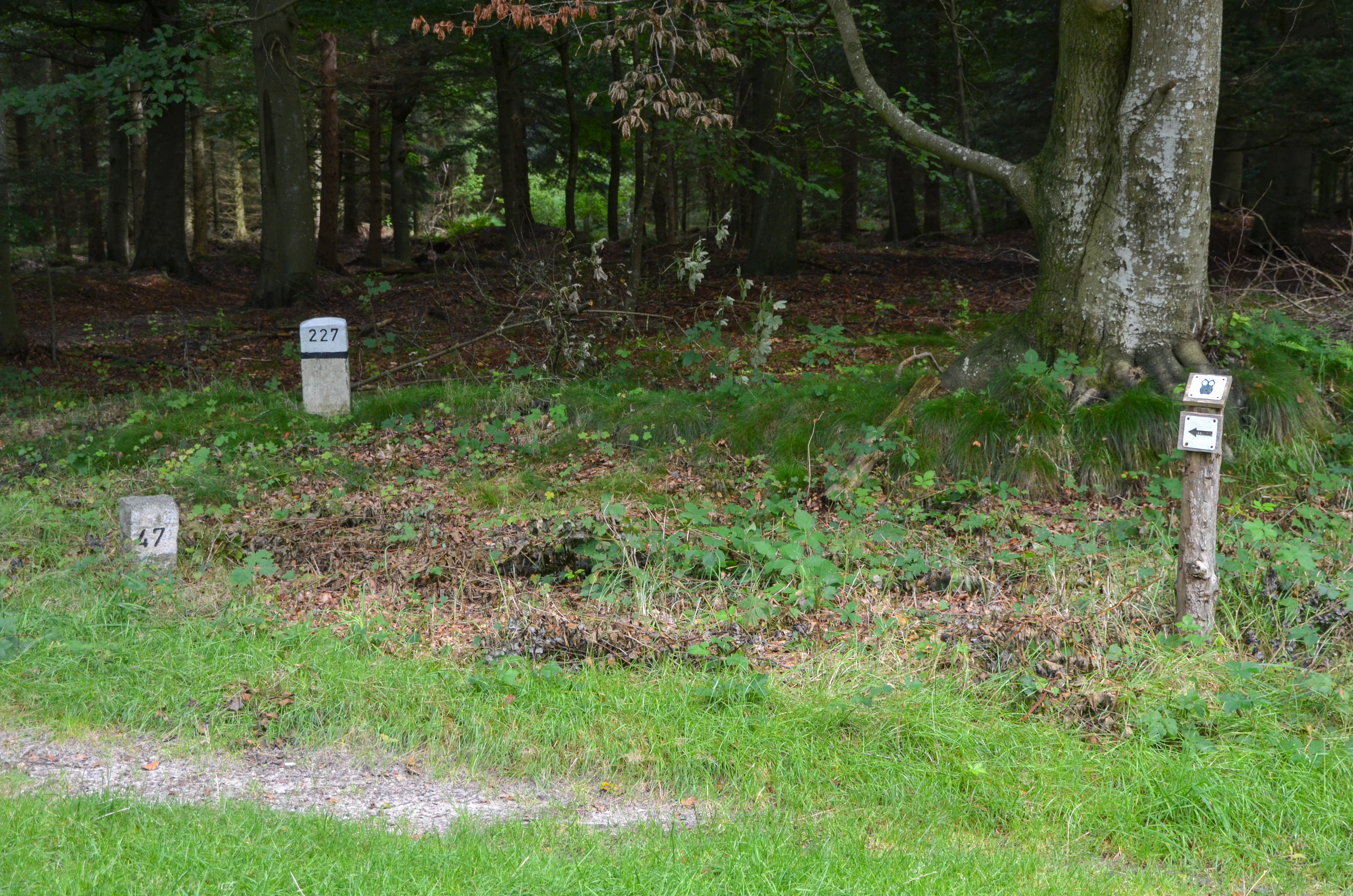
Dichter Wald am Westrand des Ochsenweges
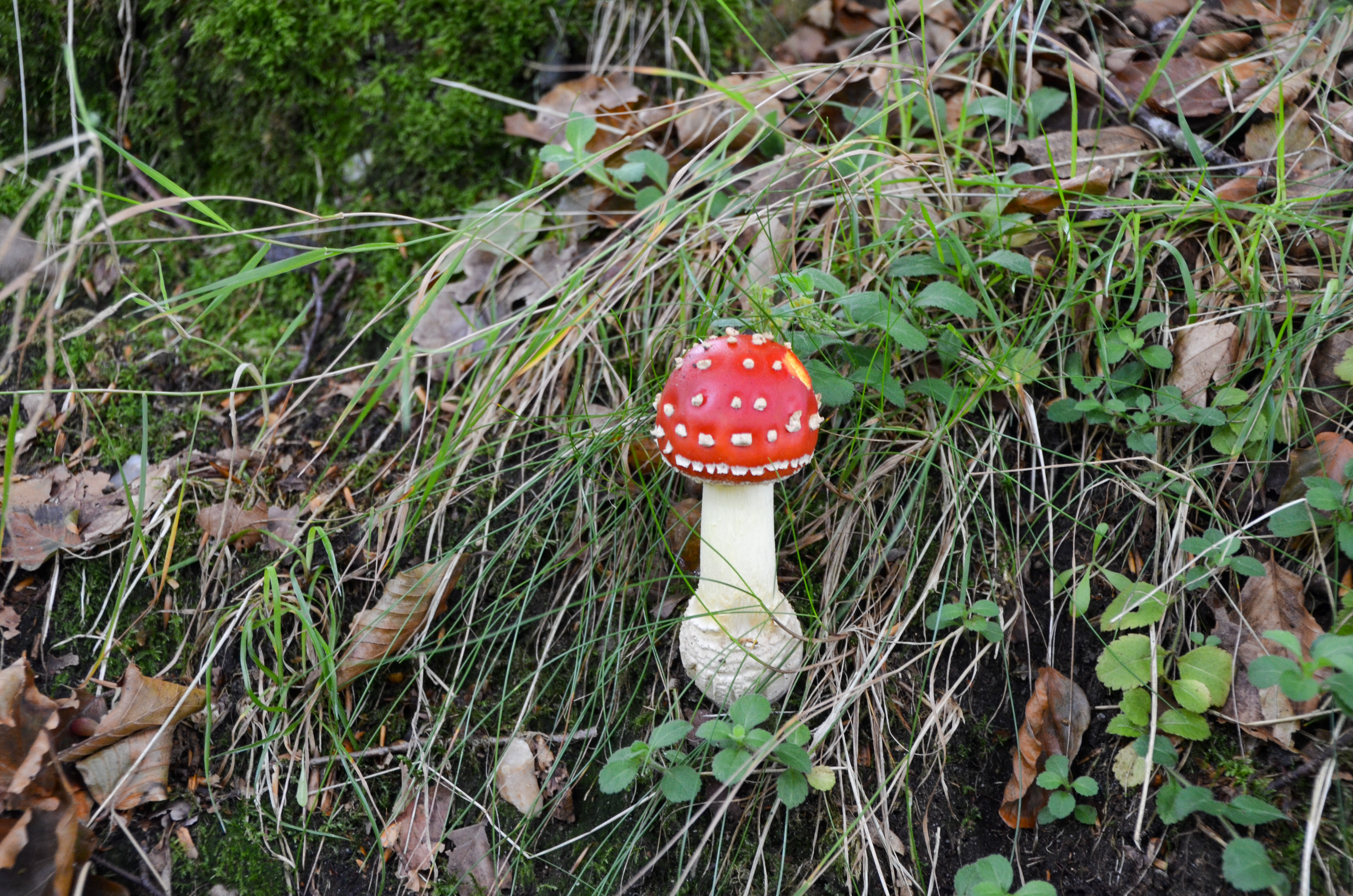
Fliegenpilz am Rande des Ochsenweges
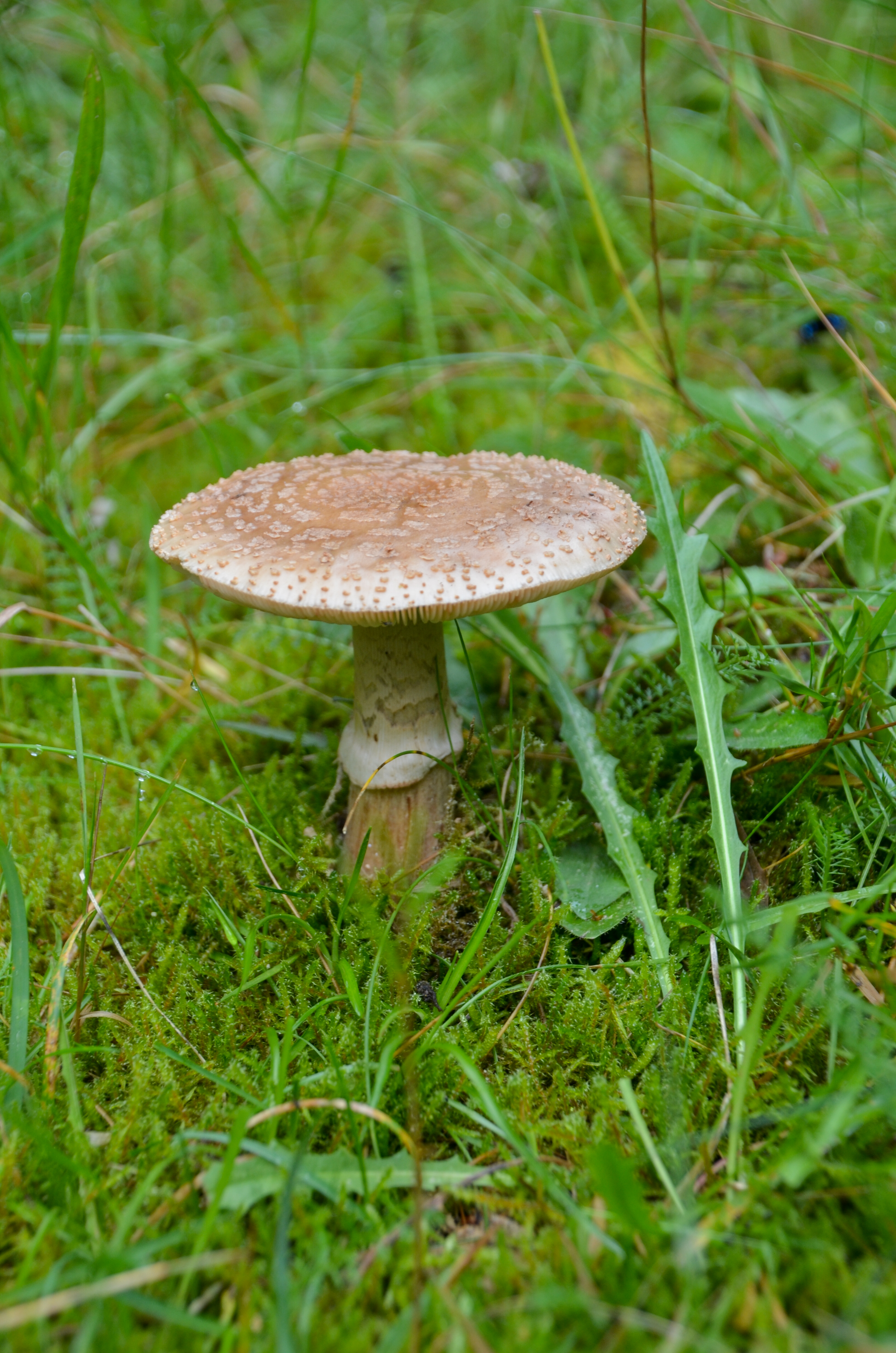
Knollenblätterpilz am Rande des Ochsenweges

## FFH-Analyse und Bewertung
Das Kapitel FFH-Analyse und Bewertung in den Managementplänen beschäftigt sich unter anderem mit den aktuellen Gegebenheiten des FFH-Gebietes und den Hindernissen bei der Erhaltung und Weiterentwicklung der FFH-Lebensraumtypen. Die Ergebnisse fließen in den FFH-Maßnahmenkatalog ein.

### FFH-Teilgebiet Langenberg-Ochsenweg/Westerheide
In diesem Teilgebiet besteht ein grundsätzlicher Konflikt zwischen zwei Entwicklungszielen des Landesnaturschutzes in Schleswig-Holstein. Die Errichtung dieses FFH-Gebietes diente dem Ziel, offene Trockengebiete zu schützen und zu entwickeln. Demgegenüber steht die Zielsetzung, den Waldanteil im waldarmen Schleswig-Holstein zu erhöhen. Der überwiegende Teil des FFH-Gebietes besteht aus Mischwäldern. Unmittelbar am Westrand des Ochsenweges befinden sich Flächen mit über 100-jährigem Baumbestand. Die daraus resultierende Beschattung von Trockenflächen verschlechtert jedoch deren Entwicklung. Ein Kompromiss wäre die Nutzung von Windbruchflächen zum Umbau lichter Wälder mit lichtdurchfluteten Trockeninseln. Die Offenflächen können durch Schafbeweidung vor Waldverjüngung durch Nadelgehölze oder unerwünschte Neophyten wie die Spätblühende Traubenkirsche geschützt werden. Aufwändige Maßnahmen wie Entkusselung oder Mahd mit Entsorgung des Mähgutes zur Verringerung des Nährstoffangebotes sind wegen der ungünstigen Topographie kaum möglich.

### FFH-Teilgebiet Soholmfeld
Der größte Anteil besteht aus dem FFH-Lebensraumtyp 6230 *Artenreiche Borstgrasrasen. Es handelt sich um eine zusammenhängende Fläche im westlichen Teil des FFH-Teilgebietes. Diese Fläche ist frei von größerem Bewuchs durch Gehölze. Sie wird durch Rinder beweidet. Die Fläche wird zusätzlich noch gedüngt und die Tiere bei Bedarf zugefüttert. Der FFH-Lebensraumtyp hat dennoch eine gute Gesamtbewertung bekommen. Zur Weiterentwicklung sollte die Fläche allerdings nicht mehr gedüngt und die Beweidung im Tierbesatz so angepasst werden, dass keine Zufütterung erfolgen muss. Sie eignet sich auch zur Anlage von Kleingewässern zur Erhöhung des Artenreichtum. Die westlich anschließende Ackerfläche sollte langfristig als Entwicklungsfläche zum FFH-Lebensraumtyp 6230 *Artenreiche Borstgrasrasen dienen. Die restlichen drei FFH-Lebensraumtypen im FFH-Teilgebiet haben nur eine unbefriedigende Bewertung bekommen und sind im Bestand stark gefährdet. Hier sind umfangreiche Erhaltungsmaßnahmen erforderlich.

## FFH-Maßnahmenkatalog

### FFH-Teilgebiet Langenberg-Ochsenweg/Westerheide
Der FFH-Maßnahmenkatalog im Managementplan führt neben den bereits durchgeführten Maßnahmen geplante Maßnahmen zur Erhaltung und Entwicklung der FFH-Lebensraumtypen im FFH-Gebiet an. Konkrete Empfehlungen sind in einer Maßnahmenkarte und in 17 Maßnahmenblättern beschrieben. Das FFH-Gebiet enthält mehrere Ökokontenflächen, deren Pflege keine zusätzlichen Kosten verursacht. Dazu Zählen eine magere Flachland-Mähwiese, Heideflächen mit Hütebeweidung, Entwicklungsflächen von Grünland zu Heiden oder Trockenrasenflächen. Windwurfflächen direkt am Ochsenweg sollten zu lichten Heideflächen umgewandelt werden. Am Südrand der Westerheide sollten Ackerflächen als Pufferstreifen erworben oder gepachtet werden. Dort sollten die Offenflächen durch Ausweitung der Hütebeweidung verbunden werden.

### FFH-Teilgebiet Soholmfeld
Der FFH-Maßnahmenkatalog im Managementplan führt neben den bereits durchgeführten Maßnahmen geplante Maßnahmen zur Erhaltung und Entwicklung der FFH-Lebensraumtypen im FFH-Gebiet an. Konkrete Empfehlungen sind in einer Maßnahmenkarte und in 14 Maßnahmenblättern beschrieben. Im östlichen Teil des Soholmfeldes befinden sich die Flächen mit den beiden FFH-Lebensraumtypen Binnendünenflächen mit Sandheiden und Offene Grasflächen mit Silbergras. Hier müssen immer wieder die Gehölze entfernt und aus dem Gebiet entsorgt werden, um die Flächen offen zu halten. Zur Ausmagerung sind zudem immer wieder Entkusselungen und Plaggen mit Entsorgung der entnommenen Biomasse außerhalb des Gebietes notwendig. Die umgebenden Nadelholzbestände müssen ausgelichtet werden, um die Beschattung zu minimieren. Die Borstgrasrasen im Westen des Gebietes sollte nicht mehr gedüngt werden und die Nutzung auf extensive Verfahren umgestellt werden. An der Straße Alter Kirchenweg befinden sich zwei Flächen mit dem FFH-Lebensraumtyp 9190 Alte bodensaure Eichenwälder auf Sandebenen mit Stieleiche. Diese sind durch Naturverjüngung von Nadelbäumen und Traubenkirsche in ihrer Entwicklung gefährdet. Der Aufwuchs der beiden Arten sollte entfernt und Eichenschößlinge und neu zu pflanzende Stieleichen vor Wildverbiss geschützt werden.

## FFH-Erfolgskontrolle und Monitoring der Maßnahmen
Eine FFH-Erfolgskontrolle und Monitoring der Maßnahmen findet in Schleswig-Holstein alle 6 Jahre statt. Das letzte Folgemonitoring wurde am 10. Februar 2012 veröffentlicht.